# 孫繼緒
孫繼緒（1897年2月21日—1989年1月28日），別號志業。山東省蓬萊縣城內西街太史第人。民國37年（1948年）在農會婦女當選第一屆立法委員

## 生平[1][2]
- 湖北省立女子中學民國六年畢業
- 北京國立女子高等師範國文部哲學系民國十一年畢業
- 湖北省一女師教務長
- 江蘇省立一中專任教員
- 國立北京女子師範大學會計長
- 四川省立第一女子師範學校教務長
- 四川省立第二女子師範學校校長
- 蘇州景海女師專任教員
- 安徽二女中專任教員
- 江蘇一女中高中主任、專任教員
- 抗戰後入四川，任國立第二中學女子部教務處主任、重慶女子師範學校教務主任、國立女師總務主任
- 三十五年復員，任南京第二女子中學教員
- 民國78年1月28日病逝[3]